# Сретен Петковић
Сретен Петковић (Зајечар, 4. јануар 1930 — Београд, 21. март 2015) био је српски историчар умјетности, доктор историјских наука и универзитетски професор.

## Животопис
Сретен Петковић је рођен 4. јануара 1930. године у Зајечару. Основну и средњу школу завршио је у Шапцу. Завршио је Филозофски факултет у Београду, на ком је студирао од 1951. до 1956. Докторску дисертацију на тему Зидно сликарство на подручју Пећке патријаршије 1557–1614. одбранио је 1963. године. У времену од 1957. до 1960. године радио је као библиотекар на Одељењу за историју уметности Филозофског факултета у Београду. У периоду од 1960. до 1995. године, у улози предавача (закључно са звањем редовног професора), остварио је завидну академску каријеру на Универзитету у Београду на предметима Увод у историју умјетности, Општа историја умјетности и Наука о умјетности.
Аутор је низа научних и стручних дјела. Аутор је већег броја стручних књига и великог броја научних расправа и студија. Проучавао је српску умјетност у периоду турске власти, посебно од средине XVI до краја XVII вијека. Словио је за једног од најбољих српских познавалаца умјетности поствизантијске епохе. Такође, бавио се и историографијом историје умјетности. Био је стручни консултант, а скупа са Петром Савковићем био је и косценариста једног броја ТВ емисија из серијала Сведоци векова о српским православним манастирима у Србији, Црној Гори, Сјеверној Македонији, Румунији, Мађарској. Иначе, реализовано је више од 130 епизода овог серијала.
Библиотеку од преко три хиљаде публикација професор Петковић је поклонио Одељењу за историју уметности на коме је својевремено радио као библиотекар.
Преминуо је у Београду 21. марта 2015. године.